# Economia familiei
Economia familiei este o disciplină care folosește concepte economice de bază, precum producția, diviziunea muncii, distribuția și luarea deciziilor, cu scopul de a studia familia. Prin folosirea analizei economice se încearcă explicarea unor rezultate excusiv familiale - cum ar fi căsătoria, decizia de a avea copii, fertilitatea, poligamia, timpul acordat producției interne și plata pentru zestre. 
Deși a fost recunoscută ca o structură fundamentală de către Adam Smith, familia a fost prea puțin tratată în mod sistematic în domeniul economiei înainte de anii 1960. Excepții importante fac Thomas Robert Malthus cu modelul său de creștere a populației și Friedrich Engels, care a deschis drumul în ceea ce privește studiul structurii familiale, cea din urmă fiind adesea menționată în economia marxistă și îneconomia feministă. Încă din  anii 1960, economia familiei s-a dezvoltat în contextul economiei de bază, care a fost stimulată de economia gospodăriei moderne, inițiată de către  Gary Becker, Jacob Mincer și studenții lor. Temele standard includ: 
- fertilitatea și dorința de a avea copii atât în țările dezvoltate, cât și în cele în curs de dezvoltare [4][5]
- sănătatea copiilor și mortalitatea[6]
- interrelațiile și compromisul dintre 'cantitate' și 'calitate' în creșterea copiilor prin investirea timpului și altor resurse parentale[7][8][9]
- altruismul în familie, incluzând teorema copilului neascultător (rotten kid)[10]
- diviziunea muncii în funcție de sex, negocierile din cadrul familiei, și funcția de producție casnică[11][12]
- selectarea partenerului[13], costurile căutării, căsătoria, divorțul, și conceptul de  informație imperfectă[14][15]
- organizarea familială, background-ul, și oportunitățile pentru copii[16]
- mobilitatea internațională  și inegalitatea[17], incluzând motivul obiectelor lăsate prin testament[18].
- capitalul uman, securitatea socială și prosperitatea sau decăderea familiei[19]
- macroeconomia familiei[20][21][22][23]

Câteva studii, tratate și manuale sunt disponibile pe acest subiect  . 

## Istorie
Primii economiștii erau interesați în mare parte de cât de mulți indivizi contribuie la producția socială, cu alte cuvinte, cantitatea de lucru care se furnizează pe piața muncii. În schimb, producția de uz casnic nu a fost un subiect tratat în mod sistematic de către acei economiști.
În  Avuția Națiunilor, Adam Smith face referire la importanța familiei în capitolul său despre salarii. Smith consideră că ’’Deși în disputele pe care le au cu muncitorii lor, patronii au, în general, un avantaj, există totuși un nivel sub care este imposibil să se reducă, pentru o perioadă de timp considerabilă, salariile obișnuite ale până și celei mai joase forme de muncă...Omul trebuie să poată trăi din munca sa, iar salariul trebuie să fie suficient de mare încât să-i permită să se întrețină. În unele situații, salariile pot fi chiar oarecum mai mari, altminteri  i-ar fi imposibil să-și întemeieze o familie, iar specia sa n-ar trăi mai mult de o generație.’’. În consecință, salariul primit de lucrător trebuie să fie suficient de mare pentru a-și întreține  familia și pentru a asigura reproducerea inter-generațională a clasei muncitoare. Malthus a adăugat la această analiză teoria creșterii populației, unde susține că atunci când salariile sunt mari, familiile din clasa muncitoare tind să aibă mai mulți copii, generând o creștere a populației și o reducere a salariilor..
Reproducerea forței de muncă, și anume modul în care lucrătorii își  cresc copiii pentru ca să-i înlocuiască, este o problemă centrală în teoria marxistă. În cartea economica   Capitalul, Volumul I, Marx susține că timpul de muncă necesar pentru reproducerea socială la categoria muncitori este egal cu valoarea veniturilor de care au nevoie pentru a întreține o familie ce va crește un copil pentru a înlocui lucrătorul. Această sumă se numește timpul de muncă necesar. El numește numește timpul forței de muncă suplimentar timpul de muncă pe care muncitorii îl cheltuiesc în plus față de timpul necesar. Pentru Marx aceasta înseamnă că salariul din care muncitorii trebuie să-și întrețină familiile este unul dintre factorii de bază care reglementează economia. Când Marx definește timpul de muncă necesar se referă la piața muncii necesară pentru a câștiga venitul de care muncitorii au nevoie pentru ca familiile lor să poată supraviețui. Unii conectează ideile lui Marx cu cererile clasei muncitoare pentru  salariul familiei de la sfârșitul secolului al XIX-lea: lucrătorii de sex masculin au solicitat ca salariile lor să fie la un nivel suficient de înalt pentru a elimina necesitatea soțiilor și a copiilor de a lucra pe piața muncii. Totuși, nu se spune nimic despre producția care exista în cadrul familiei din cartea Capitalul.
Friedrich Engels a scris despre cum structura economică a familiei este modelată de structura clasei sociale. Potrivit lui Engels, familia monogamă, ce constă dintr-un bărbat, o femeie și copiii, a fost creată de către clasele sociale. La fel adulterul și prostituția sunt conectate cu sistemul familiilor monogame. Căsătoria pe grupe și căsătoria-pereche sunt formele pre-capitaliste de căsătorie tratate de Engels. ”o dată cu cumpănirea proprietății private asupra celei obștești și cu ivirea interesului pentru moștenire, patriarhatul și monogamia au dobândit supremație” a susținut Engels. El a așteptat ca monogamia să dispară odată cu sfârșitul capitalismului. Engels a scris că în cadrul familiei bărbații sunt ca niște capitaliști și femeile sunt ca proletariatul, iar libertatea deplină pentru femei nu poate fi posibilă decât dacă ele vor fi aduse "înapoi în industria publică" (p.138), așa cum se așteaptă să se întâmple în timpul socialismului. În opinia sa, în socialism, femeile nu s-ar mai confrunta cu o  povară dublă- munca salariată și munca neplătită din gospodărie, deoarece se aștepta ca sarcinile gospodăriei să fie prevăzute ca servicii publice. Alți economiști marxiști de la sfârșitul secolului al XIX-lea și începutul secolului al XX-lea, cum ar fi Bebel, Luxemburg și Lenin, de asemenea, au scris despre necesitatea de a aduce femeile înapoi în industria publică. 
Școala marginalistă, dezvoltată la sfârșitul secolului al XIX-lea, a orientat economia mai departe de familie. Concentrația primilor marginaliști precum  Léon Walras, Stanley Jevons, și Alfred Marshall s-a axat pe tranzacții pe piață, astfel încât orice muncă făcută în gospodărie nu prezenta interes marginaliștilor. Unitatea economică de bază putea fi ori individul, ori gospodăria, dar atunci când au luat gospodăria ca unitate de bază nu au fost interesați de modul în care sunt luate deciziile într-o gospodărie.
În anii '20 și '30, economiștii precum  Eric Lindahl, Einar Dahlgren, Karin Kock și Simon Kuznets au susținut că producția din cadrul gospodăriei este o parte importantă a producției naționale și fără includerea acesteia, PNB-ul nu poate fi un indicator complet al nivelului național de producție. În aceeași perioadă,  Hazel Kyrk , Margaret Reid și Elizabeth Hoyt au intentat să dezvolte un nouă ramură numită economia de consum, încercând să determine rolul  consumului și producției în gospodărie pentru sfera economiei.  
Economia din cadrul gospodăriei familiei  s-a dezvoltat în anii 1960 și continuă să fie una dintre principalele abordări din domeniul economiei familiei în secolul XXI. Funcțiile producției de uz casnic introduse de Gary Becker în articolul său "Teoria alocării timpului" sunt folosite de multe gospodării în analiza deciziilor. Theodore W. Schultz a indicat aspecte ale familiei care sunt importante pentru întreaga economie și care au fost subliniate de Becker și Mincer, fondatorii economiei din cadrul gospodăriei familiei: producția de capital uman sub formă de investiții în copii, menținerea  capitalului uman al adulților, modul în care membrii familiei își alocă timpul între piața muncii și munca în gospodărie și deciziile de consum în familie."  Economia contemporană a familiei a fost, de asemenea, îmbogățită de contribuțiile scrise ale marxismului și ale feminismul radical din anii ’70. În timp ce marxismul se concentrează asupra modului în care relațiile dintre clase și capitalismul formează structura familiei, atenția  feminismului radical s-a axat asupra genului, patriarhiei și dominației bărbaților asupra femeilor în căsătorii și gospodări. Feminismul marxist  a căutat ulterior să integreze aceste două abordări prin încercarea de a arăta cum  patriarhia și capitalismul interacționează între ele. 

## Căsătoriile ca întreprinderi
Ideea care vede căsătoriile drept întreprinderi poate fi găsită în lucrarea economiștilor ce au scris despre munca în gospodărie, Marxiștii și feminiștii. Câțiva din ei consideră căsătoria dintre un bărbat și o femeie similară cu relația de muncă într-o societate capitalistă. Un muncitor care nu deține niciun fel de mijloace de producție este similar cu o femeie care nu poate obține venituri suficiente fără un soț. Într-o familie, soțul este ca și specialistul în finanțe al unei companii.  Un raport de muncă între parteneri formează, de asemenea, baza unor analize asupra economiei din cadrul gospodăriei familiei. Spre exemplu,  Shoshana Grossbard explică că atât bărbații cât și femeile ar putea participa în comun la munca în gospodărie, aceasta fiind numită "muncă în familie  sau " Muncă-În-Gospodărie (MÎG)". Economiștii feminism-marxiști au susținut că femeile pot fi considerate ca fiind exploatate de soții lor în măsura în care soții se folosesc de munca în gospodărie a soțiilor lor și le plătesc un salariu mic.  
Dreptul de proprietate asupra gospodăriei este o problemă legată de analiza căsătoriilor ca întreprinderi. Robert Ellickson a argumentat faptul că proprietarii capitalului gospodăriei ar trebui să aibă mai multă influiență asupra procesului decizional legat de gospodărie decât cei care lucrează în cadrul gospodăriei.  Pe de altă parte, Grossbard a sugerat că cei care lucrează în cadrul gospodăriei ar trebui să aiba mai mult control asupra deciziilor decât proprietarii capitalului gospodăriei  Acesta este un alt exemplu ce constituie o diferență de opinie între studenții economiști feminiști și economiștii feminism-marxiști.  
Modul în care munca ce ține de producția internă a unui partener poate fi compensată de celălalt partener, acesta beneficiind de această muncă în stabilirea condițiilor de comerț într-o situație de specializare și diviziune a muncii. Gary Becker a analizat diviziunea muncii în gospodărie din punct de vedere al avantajului comparativ, presupunând în general că femeile au un avantaj în ceea ce privește producția în gospodărie și bărbații producția în afara gospodăriei.    Aceasta a dus la tendința economiștilor feminiști de a respinge cercetările lui Becker asupra căsătoriei 
Alte explicații economice despre căsătorie care diferă în cercetările economice standard ale întreprinderilor includ explicații privind gestionarea în comun a riscurilor  iar în consecință, reducerea riscurilor de îmbolnăvire sau a șomajului în urma căsătoriei, precum și rolul căsătoriilor în facilitarea unor investiții specifice, cum ar fi copiii. 

## Diviziunea muncii în cadrul familiei
Membrii familiei își împart timpul între munca în gospodărie și piața muncii. Familia ca unitate poate să decidă ce sarcină să îndeplinească fiecare membru al familiei. Munca în gospodărie poate fi divizată în funcție de numărul membrilor (întreaga familie sau doar unii membri) care beneficiază de pe urma acesteia. Unii numesc "munca în gospodărie" ca fiind activitățile de care beneficiază întreaga familie, cum ar fi spălarea hainelor sau curățenia și activitățile "de îngrijire", care sunt făcute în mod special pentru un alt membru al gospodăriei, de obicei pentru că acel membru nu este capabil să facă acest lucru pentru el însuși. Două forme principale de îngrijire  sunt  îngrijirea copiilor  și îngrijirea vârstnicilor. Munca în gospodărie de care ar putea beneficia mai mult soțul decât individul include gătitul sau spălarea hainelor, precum și munca de îngrijire deoarece soțiile se pot descurca singure. 
După unele teorii neoclasice, diviziunea muncii între munca în gospodărie și piața muncii ține de utilitatea funcției unui individ în cadrul familiei. În cazul în care o familie preferă mai degrabă să-și achiziționeze bunurile din magazin aceștia pot să aloce mai mult timp pieței muncii și să-și cumpere bunurile de la magazin. În cazul în care ei preferă bunurile obținute din munca în gospodărie, aceștia vor opta mai mult pentru munca în gospodărie și vor consuma bunurile produse în gospodăriei. Becker a ajuns la concluzia că femeile au un avantaj comparati  în ceea ce privește munca în gospodărie, ceea ce înseamnă că acestea sunt capabile să producă mai mullt în cadrul gospodăriei în timp ce bărbații au un avantaj comparativ pe piața muncii, ceea ce înseamnă că ei au capacitatea de a câștiga mai mulți bani decât o femeie. Potrivit acestui punct de vedere, atunci când femeile se specializează în producția casnică și bărbații se specializează în producția de pe piața muncii și împărtășesc ceea ce produc, atât bărbații, cât și femeile își maximizează utilitățile. 
Cu toate acestea, specializarea completă poate aduce unele riscuri și dezavantaje: nevoia de muncă în gospodărie ar putea scădea (mai ales atunci când copiii cresc) și femeile care se specializează complet pe munca în gospodărie ar putea să nu poată câștiga un salariu decent atunci când se reîntorc la locul de muncă; atunci când ambii soți au experiență în munca din cadrul familiei, aceștia pot fi mai independenți în cazul divorțului sau al decesului unuia dintre soți. Barbara Bergman a scris că specializarea completă a femeilor în munca în gospodărie, și anume faptul că sunt  femei casnice cu normă întreagă, duce adesea la nesiguranța financiară a acestora și crește probabilitatea de a fi supuse violenței domestice  în contrast cu situația femeilor care lucrează pe piață și își câștigă salariul.
Modelul de negociere teoretic al jocului oferă un cadru alternativ pentru a analiza dinamica dintre membrii gospodăriei în alegerea consumului și a rezultatelor producției printr-un proces de negocieri explicite sau implicite, conflicte și / sau cooperare. Modelul de negociere poate presupune că există un câștig din intrarea într-o căsătorie sau menținerea acesteia, dar modul în care este distribuit timpul de muncă al fiecărui partener și modul în care sunt distribuite bunurile și serviciile pe care aceștia le produc sunt subiecte de negociere.  Procesele de negociere în ceea ce privește considerente de putere sunt formalizate în lucrarea lui Kaushik Basu "Gender and Say”: Un model al comportamentului gospodăriei cu balanța de putere determinată endogen". În această abordare, puterea este distribuită de funcția de maximizare a utilității individuale (dacă un partener are o putere de câștig mai mare, atunci acel partener va avea o poziție de maximizare a utilității mai bune), iar rezultatele prin negocierea feedback-ului în proces vor afecta echilibrul endogen al puterii. Dacă rezultatul favorizează poziția unui partener, puterea partenerului respectiv va crește și mai mult față de celălalt partener. 
Înscrierea femeilor pe piața muncii a crescut dramatic în secolele XIX și XX, fapt care arată că partenerii dintr-un cuplu nu urmează o diviziune tradițională a muncii. Acest lucru a fost atribuit de către Jeremy Greenwood, Ananth Seshadri și Mehmet Yorukoglu în introducerea de dispozitive ce economisesc timpul în casă. Această creștere a participării a fost limitată de factori instituționali, cum ar fi cotele privind numărul de femei care pot fi angajate în anumite industrii. De exemplu, în Anglia, în a doua jumătate a secolului al XIX-lea, a existat o campanie, sprijinită de bărbații din clasa muncitoare, pentru a restricționa ocuparea forței de muncă de pe piață de către femei. În mod similar în Statele Unite au avut loc măsuri cu privire la ocuparea forței de muncă și inclusiv legi care împiedică angajarea femeilor după căsătorie. În unele țări, cum ar fi Japonia, încă există anumite cote privind ocuparea forței de muncă de către femei sau angajarea femeilor căsătorite. Shoshana Grossbard a scris despre modul în care piețele căsătoriei influențează participarea femeilor pe piața muncii.

## Luarea deciziilor în familie
Economiștii au diferite modele de  luare a deciziilor în ceea ce privește repartizarea forței de muncă în gospodărie. Câțiva dintre ei presupun că există doar un singur factor decizional în gospodărie.  Dacă capul familiei este  altruist, atunci el va lua cu plăcere o decizie ținând cont și de beneficiile altor membri din gospodărie. Gray Becker argumentează faptul că altruismul factorului decizional în gospodărie aduce beneficii și altor membri ai gospodăriei, deoarece, ca rezultat al altruismului, capul familiei va lua decizii ținând cont și de beneficiile altor membri. Făcând acest lucru, el îi va face să nu părăsească gospodăria și va spori dorința lor de a contribui mai mult în cadrul familiei. De asemenea, conform  teoremei copilului neascultător (rotten kid)a lui Becker, chiar dacă unul din membri va avea tendința să neîndreptățească un alt membru contribuind mai puțin în cadrul familiei, decizia altruistă ar putea împiedica acel membru să îl rănească pe celălalt.  În acest caz, decizia altruistă poate organiza distribuția în cadrul gospodăriei în așa fel încât utilitatea teoremei copilului neascultător obținută din creșterea venitului familial să fie mai mare decât utilitatea obținută din scăderea venitului familial din cauza membrului care contribuie mai puțin asupra familiei. Modelele de luare a deciziilor nu țin cont de posibilele conflicte create pentru ceilalți membri în urma deciziei luate de unul din membrii gospodăriei, precum modelul altruist a lui Becker. .
Modelele de negociere sunt modelele ce se concentrează asupra modului în care procesul de luare a deciziilor ar putea continua atunci când se iau în considerare astfel de conflicte. Prin aceste modele se consideră că deciziile din gospodărie sunt făcute printr-un proces de negociere. Acestea se aplică la negocierea dintre soț și soție, sau dintre părinte și copil. Conflictele apar atunci când rezultatul unei decizii acordă mai multă utilitate unei părți, în timp ce decizia alternativă este mai avantajoasă pentru cealaltă parte. Conform lui  Amartya Sen în unele cazuri, negociatorii pot să nu aibă percepții complete nici asupra contribuțiilor economice pentru gospodărie, nici pentru interesele lor. Bazat pe această posibilitate, el mai adaugă doi factori, care, conform teoriei sale, va afecta rezultale negocierilor: "percepția contribuției" și "percepția interesului propriu". De asemenea, dacă o persoană are un sentiment mai bun asupra valorii contribuției sale în familie, puterea lui/ei în procesul de negociere va crește. Conform lui Sen, când femeile își desfășoară activitatea pe piață, puterea lor de negociere se va îmbunătăți, datorită percepțiilor mai bune privind contribuția și interesul propriu. Ca rezultat, deciziile luate vor aduce mai multe beneficii femeilor. Spre exemplu, Sen a aplicat această negociere pentru a explica de ce nu sunt destul de multe femei în unele părți ale lumii (problema "femeilor dispărute"):  având în vedere participarea limitată la munca plătită, femeile au o putere de negociere mai slabă în gospodărie, acces mai limitat la resurse (accesul la mâncare, îngrijire, sănătate) în cadrul gospodăriei în raport cu bărbații. Prin urmare, este mai puțin probabil să supraviețuiască decât în alte părți ale lumii unde femeile participă mai mult la munca de pe piață.
Alții încă mai consideră membrii gospodăriei ca factori independenți de luare a deciziilor care au luat eventual decizii înainte ca gospodăria să fie formată.